# Cantone di Bordères-Louron
Il Cantone di Bordères-Louron era una divisione amministrativa dell'arrondissement di Bagnères-de-Bigorre.
A seguito della riforma approvata con decreto del 25 febbraio 2014, che ha avuto attuazione dopo le elezioni dipartimentali del 2015, è stato soppresso.

## Composizione
Comprendeva i comuni di:
- Adervielle-Pouchergues
- Armenteule
- Avajan
- Bareilles
- Bordères-Louron
- Cazaux-Debat
- Cazaux-Fréchet-Anéran-Camors
- Estarvielle
- Génos
- Germ
- Loudenvielle
- Loudervielle
- Mont
- Ris
- Vielle-Louron